# Gyldendal (Norge)
59°54′56.930″N 10°44′18.398″Ø / 59.91581389°N 10.73844389°Ø
Gyldendal Norsk Forlag er et norsk forlag, der blev stiftet i 1925, efter at norske investorer, med forfatteren Knut Hamsun som en af de største, havde fremskaffet den fornødne aktiekapital til at købe forfatterrettighederne til "de fire store" realistiske norske forfattere fra 1800-tallet (Ibsen, Bjørnson, Kielland og Lie) og Knut Hamsun fra det danske forlag Gyldendal.

## Direktører
- Harald Grieg (1925–1941)
- Tore Hamsun (1942–1944)
- Harald Grieg (1945–1970)
- Brikt Jensen (1970–1979)
- Andreas Skartveit (1979–1990)
- Nils Kåre Jacobsen (1990–1995)
- Geir Mork (1995–2000, nu koncernchef i Gyldendal ASA)
- Unni Fjesme (2003–2008)
- Fredrik Nissen (2008–)

## Forlaget i dag
Gyldendal Norsk Forlag AS består af forlagsenhederne Gyldendal Akademisk, Gyldendal Undervisning, Gyldendal Litteratur og Gyldendal Rettsdata, i tillæg til imprintforlagene Tiden Norsk Forlag, Kolon Forlag og Versal Forlag.
Gyldendal ejer sammen med det norske forlag Aschehoug hele eller dominerende dele af De norske Bokklubbene, distributionscentralerne Forlagssentralen, Lydbokforlaget og Kunnskapsforlaget. Gyldendal ejer også boghandlerkæden Ark
Forlagets administration og redaktion flyttede ind i nye lokaler bag den gamle facade på Sehesteds plass i Oslo i november 2007. Nybyggeriet er tegnet af Sverre Fehn og indeholder blandt andet Ibsenhallen, Danskehuset og Hamsunsalen.
| Firma | Spire Denne artikel om et firma eller en virksomhed i Norge er en spire som bør udbygges. Du er velkommen til at hjælpe Wikipedia ved at udvide den. |